# ベルボトム

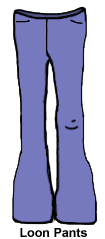
ベルボトム

ベルボトム（bell-bottoms）とは、衣服のうち、ズボンのデザインの一種。またそのようなデザインのズボンそのものを指す。
脚の筒の形が、腰から膝までは身体にフィットし、膝から裾に向かって広がっているものである。
金管楽器のベルの形に似ていることから「ベルボトム」と呼ばれている。日本では「パンタロン」や「ラッパズボン」と呼ばれたこともある。丈の長いブーツを下に履けることから「ブーツカット」という呼び方も一般的である。
現在は裾の広がり方によって区別するのが一般的になっており、やや広がっているものをブーツカット、大きく広がっているものをベルボトムとすることが多い。両者を総称して「フレア」とも言う。
着方はとくに決まっていないが、やや丈を長めにして踵の高い靴と合わせるとさらに脚を長く見せることができる。このような着こなしがしやすいよう、裾にスリットが入っていたり、裾をボタンやファスナーで開閉できるものもある。
長所として、膝下を長く見せることができる、ある程度脚の体型をカバーできることがある一方、短所として、着用時に裾を引っ掛けたりしやすい、裾を引きずったりして汚しやすいことがある。

## 歴史
ベルボトムの発祥はヨーロッパ諸国の大工職人や、19世紀のアメリカ海軍の水兵である。1960年代以降、アメリカのヒッピー文化の代表的なファッションスタイルの一つとして定着し、1970年代後半まで、男性・女性を問わず世界中の若者の間で大流行した。なお、単にジーンズだけでなく、プレスラインの入ったスラックス型やプリント柄のものも多かった。エルヴィス・プレスリーはジャンプスーツにベルボトムを採用していた。

### 日本での歴史
ヒッピー文化と共に1960年代末期より日本でも爆発的に流行した。日本では当時「パンタロン」と呼ばれていた。パンタロンはフランス語でパンツの意だが、ちょうど日本に「パンタロン」の語が入って来た1960年代末から1970年代にかけて、日本ではベルボトムのパンツが大流行していたため、「パンタロン」は日本でベルボトムを指す語として定着した。現在では廃語（俗に言う「死語」）と化している。ちなみにフランス語で「ベルボトム」は「Pantalon à pattes d'éléphant（パンタロン・ア・パット・デレファン）」と言う。
その後1980年代にはスリムジーンズの流行に置き換わったが、1992年頃からの古着ブームによりベルボトムが再び流行するものの数年で沈静化した。
同時期より、女性向けでは、その脚を長く見せる効果に注目が集まり、デザインに工夫が凝らされて脚の長さだけでなくお尻をスリムに見せるなどの効果をうたった、いわゆる「美脚パンツ」のブームが起こった。この流行はジーンズだけでなくパンツ全般に広まり、スーツなどのスラックスやトレーニングパンツなどにもベルボトムのデザインが取り入れられたものが多く売られるようになった。
1995年頃より20代のOLを中心としてフレアパンツが流行する。
2006年頃からはスキニージーンズなどスリムがまた流行しているが、依然ベルボトムも高い需要がある。現在女性向けではベルボトム・フレアパンツは定番化している。男性向けでは、ロック系、パンク系の人々の一部で根強い人気があるが、現在、トルネードマートなど一部のブランド以外流通量は極めて少ない。
宮城県の常盤木学園高等学校では、寒さ対策としてスカートの代わりにパンタロンを導入した。

## ベルボトムの一覧

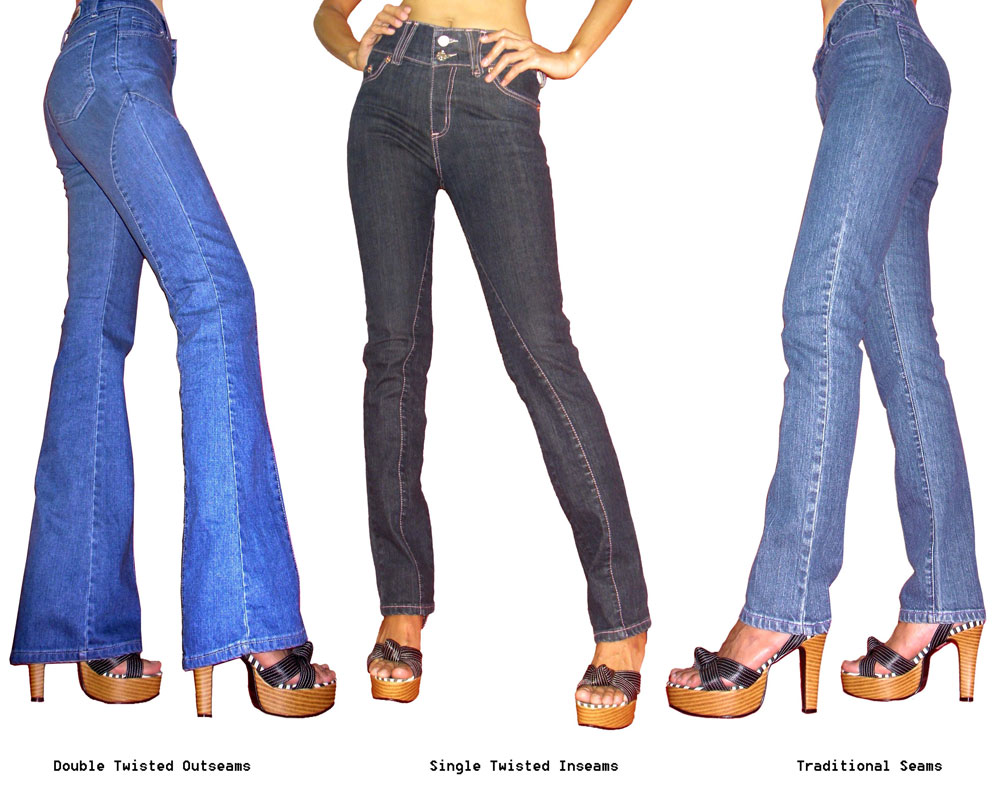
様々なベルボトムのジーンズ
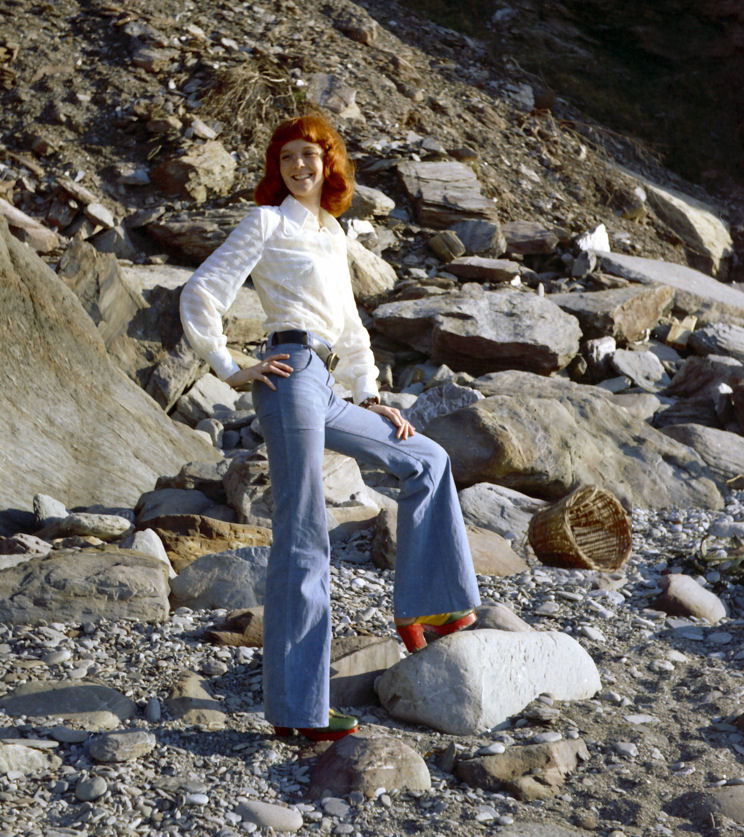
ベルボトムのジーンズ
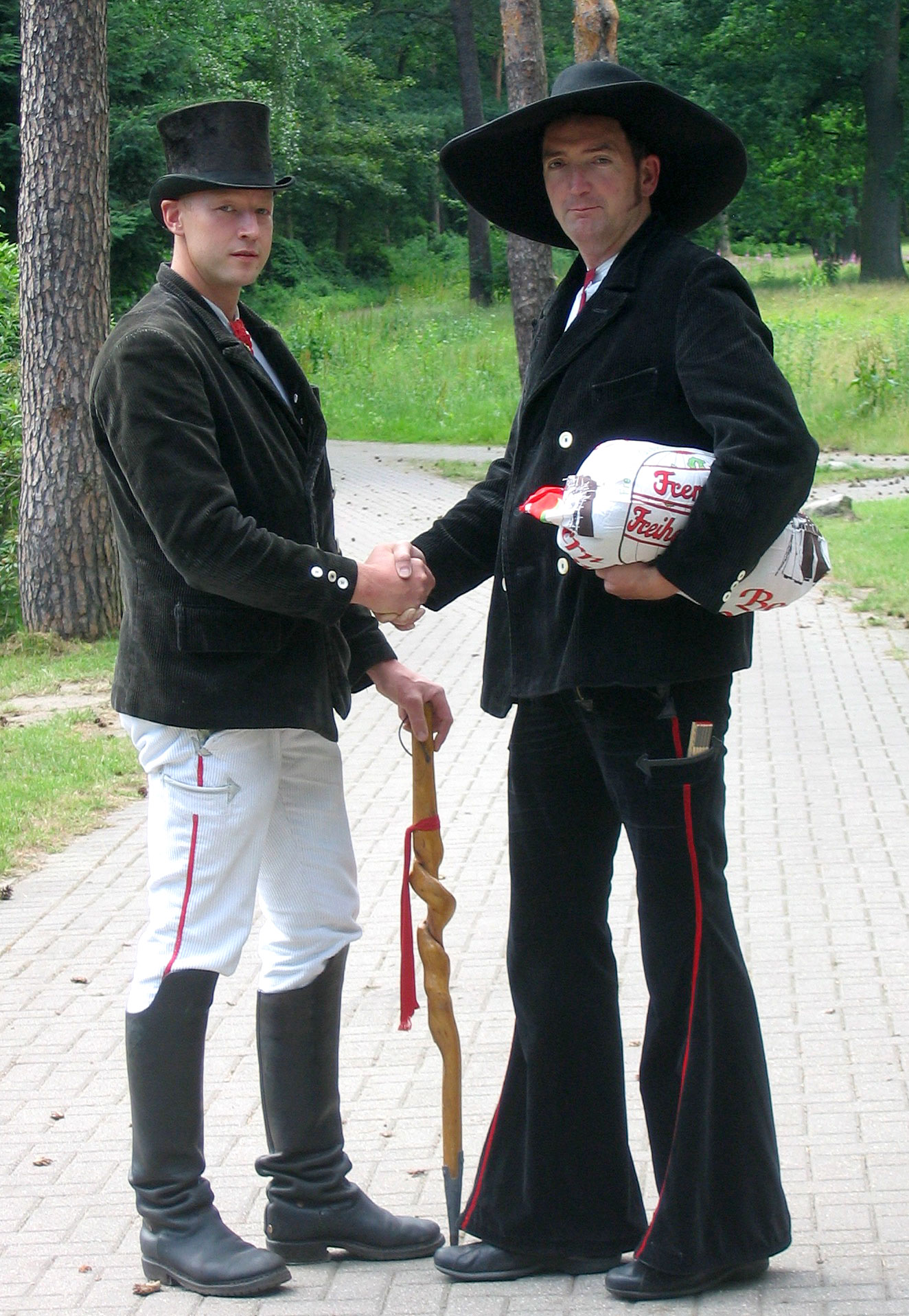
ドイツにおける、手工業職人の正装の実例。向かって右のつば広帽子やベルボトムは、大工の仕事着に由来する。

## 関連項目

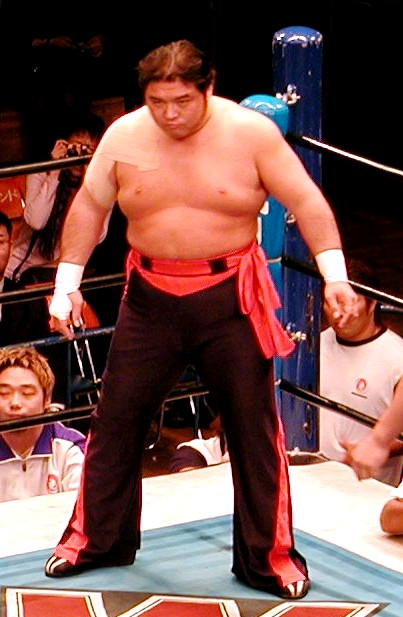
橋本真也